# Seven de la República 1993
El Seven de la República de 1993 fue la undécima edición del torneo de rugby 7 de fin de temporada para uniones regionales afiliadas a la Unión Argentina de Rugby y la quinta en ser organizada en la ciudad de Paraná, Entre Ríos. Se llevó a cabo el 4 y 5 de diciembre de 1993 en El Plumazo, sede del Club Atlético Estudiantes de Paraná.
Esta fue la primera edición de la que formó parte el seleccionado de la Unión de Rugby de Formosa, una nueva unión regional fundada en 1988 e incorporada a la Unión Argentina de Rugby en calidad de invitada en 1993.
El seleccionado de Buenos Aires consiguió su tercer título al vencer 24-12 en la final a la Unión Cordobesa de Rugby. El equipo "porteño" era entrenado por Eliseo Branca y contaba en su plantel con jugadores como Diego Albanese, Rolando Martín, Horacio Rivarola, Gustavo Jorge, Nico Fernández Miranda, Santiago Phelan y Eduardo Garbarino, entre otros.

## Equipos participantes
Participaron del torneo dieciocho equipos: dieciséis uniones provinciales, una selección nacional de Sudamérica y un seleccionado representativo de la Unión Argentina de Rugby.
| Equipo        | Unión                                                     |
| ------------- | --------------------------------------------------------- |
| Alto Valle    | Unión de Rugby del Alto Valle de Río Negro y Neuquén      |
| Buenos Aires  | Unión Argentina de Rugby                                  |
| Centro        | Unión de Rugby del Centro de la Provincia de Buenos Aires |
| Córdoba       | Unión Cordobesa de Rugby                                  |
| Cuyo          | Unión de Rugby de Cuyo                                    |
| Entre Ríos    | Unión Entrerriana de Rugby                                |
| Formosa       | Unión de Rugby de Formosa                                 |
| Mar del Plata | Unión de Rugby de Mar del Plata                           |
| Misiones      | Unión de Rugby de Misiones                                |
| Nordeste      | Unión de Rugby del Nordeste                               |
| Oeste         | Unión de Rugby del Oeste de Buenos Aires                  |
| Rosario       | Unión de Rugby de Rosario                                 |
| Salta         | Unión de Rugby de Salta                                   |
| San Juan      | Unión Sanjuanina de Rugby                                 |
| Santa Fe      | Unión Santafesina de Rugby                                |
| Sur           | Unión de Rugby del Sur                                    |
| Tucumán       | Unión de Rugby de Tucumán                                 |
| Uruguay       | Unión de Rugby del Uruguay                                |

En cursiva los seleccionados internacionales invitados.

## Final
Buenos Aires se impuso en la final, producto de tres tries (Martín -2-, Rivarola) convertidos por Diego Albanese, que también anotó un penal. 
| 5 de diciembre | Buenos Aires | 24 - 12 | Córdoba | CA Estudiantes, Paraná |  |
|                |              | Reporte |         |                        |  |

## Tabla de posiciones
Posiciones finales al terminar del campeonato:
| 1.°  | Buenos Aires  |  |  |  |  |  |  |
| 2.°  | Córdoba       |  |  |  |  |  |  |
| 3.°  | Nordeste      |  |  |  |  |  |  |
| 4.°  | Rosario       |  |  |  |  |  |  |
| 5.°  | Cuyo          |  |  |  |  |  |  |
| 6.°  | Santa Fe      |  |  |  |  |  |  |
| 7.°  | Sur           |  |  |  |  |  |  |
| 8.°  | San Juan      |  |  |  |  |  |  |
| 9.°  | Tucumán       |  |  |  |  |  |  |
| 10.° | Salta         |  |  |  |  |  |  |
| 11.° | Alto Valle    |  |  |  |  |  |  |
| 12.° | Entre Ríos    |  |  |  |  |  |  |
| 13.° | Uruguay       |  |  |  |  |  |  |
| 14.° | Centro        |  |  |  |  |  |  |
| 15.° | Mar del Plata |  |  |  |  |  |  |
| 16.° | Oeste         |  |  |  |  |  |  |
| 17.° | Formosa       |  |  |  |  |  |  |
| 18.° | Misiones      |  |  |  |  |  |  |

|                      |
| Buenos Aires Campeón |
| Tercer título        |